# 總統教育獎 (中華民國)
總統教育獎，是中華民國的一個奬項，由教育部主辦，獲獎同學將受邀至總統府，由總統親自接見，並由總統親自頒發獎座、獎狀與獎學金。 獎學金的金額為國小組15萬、國中組15萬、高中組20萬、大專組25萬，並編撰總統教育獎獲獎學生芳名錄。
總統教育獎由陳水扁擔任總統時所創設，第1屆於2001年（民國90年）開始遴選頒發，馬英九、蔡英文、賴清德總統任內持續舉辦。總統教育獎設立目的，為鼓勵能以順處逆、發揮人性積極面、力爭上游、出類拔萃、具表率作用之大專及中小學生，以彰顯國家對學生優良品德及特殊才能之重視。
推薦條件，被推薦人於逆境中，仍能奮發向上、樂觀進取，並具下列條件之一：
- 奮發向上發揮服務奉獻、孝行表現、友愛行為、體恤他人等情懷，對社會風氣有良善影響，足堪楷模者。
- 語言、藝術、薪傳技藝、技能、科學、科技、資訊、體育或其他領域，具有特殊才能，出類拔萃者。

未於各組獲獎的同學，則頒發「總統教育獎-奮發向上獎」及2萬元獎學金。

## 歷屆得獎者
| 頒獎人           | 頒獎時間      | 國小組                   | 國中組     | 高中職組         | 大專組              | 奮發向上獎 |
| ---------------- | ------------- | ------------------------ | ---------- | ---------------- | ------------------- | ---------- |
| 陳水扁           | 2001年        | 範例                     | 範例       | 範例             | 不適用              | 不適用     |
| 陳水扁           | 2002年        | 範例                     | 範例       | 曾英齊等         | 不適用              | 不適用     |
| 陳水扁           | 2003年9月20日 | 黃暐傑、鄭韻婷、邱俊瑋等 | 林淑藝等   | 範例             | 不適用              | 不適用     |
| 陳水扁           | 2004年        | 範例                     | 留揚軒等   | 邱存能等         | 不適用              | 不適用     |
| 陳水扁           | 2005年        | 曾奕凱等                 | 範例       | 張恆鈞等         | 不適用              | 不適用     |
| 陳水扁           | 2006年        | 範例                     | 範例       | 林家瑋等         | 不適用              | 不適用     |
| 陳水扁           | 2007年        | 範例                     | 範例       | 範例             | 不適用              | 不適用     |
| 馬英九           | 2008年7月30日 | 國小組25名               | 國中組25名 | 高中職組學生18名 | 不適用              | 不適用     |
| 馬英九           | 2009年        | 範例                     | 範例       | 範例             | 不適用              | 不適用     |
| 馬英九           | 2010年7月30日 | 國小組17名               | 國中組17名 | 高中職組12名     | 鄭美珠等7名         | 不適用     |
| 馬英九           | 2011年        | 範例                     | 範例       | 範例             | 沈芯菱與莊靜潔等8名 | 不適用     |
| 馬英九           | 2012年7月27日 | 國小組17名               | 國中組17名 | 高中職組12名     | 大專組6名           | 不適用     |
| 總統教育獎委員會 | 2013年        | 國小組18名               | 國中組18名 | 高中職組12名     | 大專組8名           | 不適用     |
| 總統教育獎委員會 | 2014年        | 國小組17名               | 國中組18名 | 高中職組12名     | 大專組8名           | 不適用     |

## 依據法規
- 2004年1月5日公布「教育部補助辦理總統教育獎要點」，此規定在2012年12月17日廢止。[3]

- 2005年4月6日公布「第五屆總統教育獎遴選作業要點」，此規定在2006年4月18日廢止。[4]

- 2012年2月22日公布「總統教育獎遴選要點」，此規定在2017年11月14日廢止。[5]

- 2017年9月28日教育部新公佈「總統教育獎辦理要點」之後執行。[6]

## 外部連結
- 總統教育獎官方網站
- 教育部全球資訊網 （页面存档备份，存于）（繁體中文）（英文）
- 2023總統教育獎名單出爐 56名學生奮發向上改變困境獲殊榮 （页面存档备份，存于）